# 3001: Odissea finale
3001: Odissea finale (titolo originale 3001: The Final Odissey) è un romanzo di fantascienza del 1997 di Arthur C. Clarke, capitolo conclusivo della quadrilogia di Odissea nello spazio.

## Trama
In un futuro molto lontano, intorno al quarto millennio, Marte, la Luna e Ganimede (un satellite di quello che fu Giove, da quasi dieci secoli trasformato nel sole Lucifero), sono completamente abitati. La Terra possiede quattro torri, alte diecimila piani, che fungono da ascensori spaziali, rendendo così superflui i lanci di astronavi dalla superficie e i satelliti artificiali. Le torri (una africana, una asiatica, una sudamericana e una oceanica) sono collegate attraverso un gigantesco anello sopra l'equatore.
Dopo mille anni viene ritrovato il corpo di Frank Poole (l'astronauta ucciso da HAL 9000 in 2001: Odissea nello spazio), che viene riportato alla vita. Costui si sveglia ricordando ogni cosa e, a poco a poco, si adatterà in quel mondo del tutto estraneo a lui, dove anche la lingua è leggermente cambiata, insieme, naturalmente, alla cultura e al modo di pensare.
Frank accetta di partecipare a una spedizione sull'ormai civilizzato Ganimede, dove sorge Anubis City, città con più di 50 000 abitanti.
Egli penetrerà poi nell'atmosfera di Europa, dove nessuno mette piede dal 2061, poiché crede che l'amico David Bowman, qualunque cosa sia diventato, lo lascerà atterrare in quanto sua vecchia conoscenza. Ed è effettivamente così: Poole atterra, osserva il progresso, seppur lieve, compiuto dalle creature di Europa, e ha modo di parlare con Bowman, che ora è diventato una cosa sola con HAL 9000, chiamandosi "Halman". In seguito Halman appare a Frank e lo avvisa di un pericolo imminente, cioè che gli alieni costruttori dei monoliti si preparano a compiere una terribile mossa: hanno intenzione di eliminare l'umanità per quello che sta diventando. Gli alieni (o i loro "centri decisionali") arrivano a tale conclusione basandosi sul "rapporto" che TMA-1, il monolito disseppellito sulla Luna, ha inviato nel XX secolo, epoca nella quale l'umanità era, per gli standard di queste entità, non meritevole di continuare ad evolversi (con riferimento a guerre, disuguaglianze socio-economiche e soprattutto comportamenti dettati dalla religione, tema caro all'autore).
L'uomo riuscirà a salvarsi inserendo un potente virus informatico nel monolito di Europa, anche con l'aiuto di Halman, ribellatosi ai suoi padroni super-potenti. I vari monoliti, TMA-0, TMA-1 e la Grande Muraglia scompariranno. Halman non riesce ad evitare di rimanere contagiato dal virus, e per questo un supporto contenente il suo backup verrà conservato al sicuro, sotto la superficie lunare. In un altro futuro, le creature distaccatesi dalla materia potranno tornare, presumibilmente non con buone intenzioni.

## Edizioni
- Arthur C. Clarke, 3001: The Final Odyssey, Ballantine Books, 1997,  pp. 237, ISBN 0-345-31522-7.
- Arthur C. Clarke, 3001: Odissea finale, traduzione di Bruno Oddera, collana Scala stranieri, Rizzoli, 1997,  p. 279, ISBN 88-17-67075-8.